# چیویتلا سان پاولو
چیویتلا سان پاولو (به ایتالیایی: Civitella San Paolo) یک کومونه در ایتالیا است که در استان رم واقع شده‌است.

## خصوصیات
چیویتلا سان پاولو ۲۰٫۵۳ کیلومترمربع مساحت و ۱٬۹۴۷ نفر جمعیت دارد و ۱۹۵ متر بالاتر از سطح دریا واقع شده‌است.